# Pantepuisaurus rodriguesi
Genre
Espèce
Pantepuisaurus rodriguesi, unique représentant du genre Pantepuisaurus, est une espèce de sauriens de la famille des Gymnophthalmidae.

## Répartition
Cette espèce est endémique du Guyana. Elle a été découverte sur le tepuy Maringma à 2 080 m d'altitude.

## Description
Ce saurien mesure 58 mm sans la queue.

## Étymologie
Cette espèce est nommée en l'honneur de Miguel Trefaut Rodrigues.
Le nom du genre vient de Pantepui, la région botanique et du grec sauros, lézard.

## Publication originale
- Kok, 2009 : Lizard in the clouds: a new highland genus and species of Gymnophthalmidae (Reptilia: Squamata) from Maringma tepui, western Guyana. Zootaxa, no 1992, p. 53-67.